# نصف‌النهار ۱۴۶ درجه غربی
نصف‌النهار ۱۴۶ درجه غربی ۱۴۶مین نصف‌النهار غربی از گرینویچ است که از لحاظ زمانی 9ساعت و 44دقیقه با گرینویچ اختلاف زمانی دارد.
این نصف‌النهار از قطب شمال شروع و از مناطق زیر گذشته و به قطب جنوب ختم می‌شود.
- اقیانوس آرام
- آلاسکا( ایالات متحده آمریکا)